# Galics
Galics (oroszul: Галич) város Oroszország Kosztromai területén, a Galicsi járás székhelye.
Lakossága: 17 346 fő (a 2010. évi népszámláláskor).

## Fekvése
Kosztromától 124 km-re északkeletre, a Galicsi-hátság (vagy Galics–Csuhloma-hátság) peremén, a Galicsi-tó délkeleti partján fekszik. Vasúti csomópont a transzszibériai vasútvonal északi ága és az onnan Kosztromába vezető szárnyvonal találkozásánál. 

## Története
Először az 1238. évnél említi az ún. Lavrentyij-féle évkönyv, ekkor még Galics Merszkij néven. A Merszkij a térség egykori lakói, a finnugor merja nép nevére utal. A település a Galicsi Fejedelemség névadója és székhelye volt. Erődítménye 1427-ben sikerrel állt ellen a kazanyi tatárok támadásának, de 1450-ben II. Vaszilij moszkvai nagyfejedelem csapatai elfoglalták, és a fejedelemség a moszkvai állam része lett.
A 15. század második felében egy nagyobb sugarú, szintén földsáncokból, árkokból és fa őrtornyokból álló védelmi rendszert is építettek, mely a várfalon kívül alakult települést is védte. A védműveket a 18. század elején bontották el. A mai település egyes részein ma is fellelhetők a középkori sáncok maradványai. 
A 16. században a kosztromai földek egyik kereskedelmi központja volt. A 17. század elején, az ún. zűrzavaros idők harcai során a települést fölégették és teljesen elpusztították. A helyreállítás után az 1655-ben kitört pestisjárvány követelt sok áldozatot. 
1708-ban az Arhangelszki kormányzóság része, 1719-ben város, 1778-ban ujezd székhelye lett. Megkezdődött a város új szerepkörének megfelelő átépítése. Lakói főként szőrme- és bőrkikészítéssel, halászattal és zöldségtermesztéssel foglalkoztak. A tó különleges iszapját (a szapropélt) használták trágyázásra. 
A szovjet korszakban bútor- és cipőgyár, lenfeldolgozó, több élelmiszeripari üzem alakult. Akkor honosodott meg az autódaruk gyártása.

## A mai város
Autódarugyára a 21. század első évtizedeiben is a város legfontosabb iparvállalata maradt. 
A városmag központja az egykori vásártér; árkádos kereskedősora 1825-ben épült. Az egykori kreml helyén a Preobrazsenszkij-templom (1774) magasodik. A Galics-tó déli peremén fekvő Pajszij-kolostort a 14. században alapították; a 16., illetve a 17. században alapított két temploma csonkán maradt fenn.